# Бенойское сельское поселение (Ножай-Юртовский район)
Бенойское се́льское поселе́ние — муниципальное образование в Ножай-Юртовском районе Чечни Российской Федерации.
Административный центр — село Беной.

## История
Статус и границы сельского поселения установлены Законом Чеченской Республики от 20 февраля 2009 года № 11-РЗ «Об образовании муниципального образования Ножай-Юртовский район и муниципальных образований, входящих в его состав, установлении их границ и наделении их соответствующим статусом муниципального района и сельского поселения».

## Население
| 2010  | 2012  | 2013  | 2014  | 2015  | 2016  | 2017  |
| ----- | ----- | ----- | ----- | ----- | ----- | ----- |
| 5277  | ↗5329 | ↗5484 | ↗5661 | ↗5817 | ↗5986 | ↗6212 |
| 2018  | 2019  | 2020  | 2021  | 2023  | 2024  |       |
| ↗6362 | ↗6511 | ↗6613 | ↘5116 | ↗5277 | ↗5445 |       |

## Состав сельского поселения
| № | Населённый пункт | Тип населённого пункта       | Население |
| - | ---------------- | ---------------------------- | --------- |
| 1 | Алхан-Хутор      | село                         | ↗898      |
| 2 | Беной            | село, административный центр | ↘1216     |
| 3 | Гуржи-Мохк       | село                         | ↗826      |
| 4 | Денги-Юрт        | село                         | 475       |
| 5 | Корен-Беной      | село                         | ↗368      |
| 6 | Ожи-Юрт          | село                         | 275       |
| 7 | Оси-Юрт          | село                         | 358       |
| 8 | Пачу             | село                         | ↗281      |
| 9 | Стерч-Керч       | село                         | ↗580      |